# Ornithobius goniopleurus
Ornithobius goniopleurus är en insektsart som beskrevs av Henry Denny 1842. Ornithobius goniopleurus ingår i släktet Ornithobius och familjen fjäderlöss. Inga underarter finns listade i Catalogue of Life.